# Dorfkirche Golmsdorf

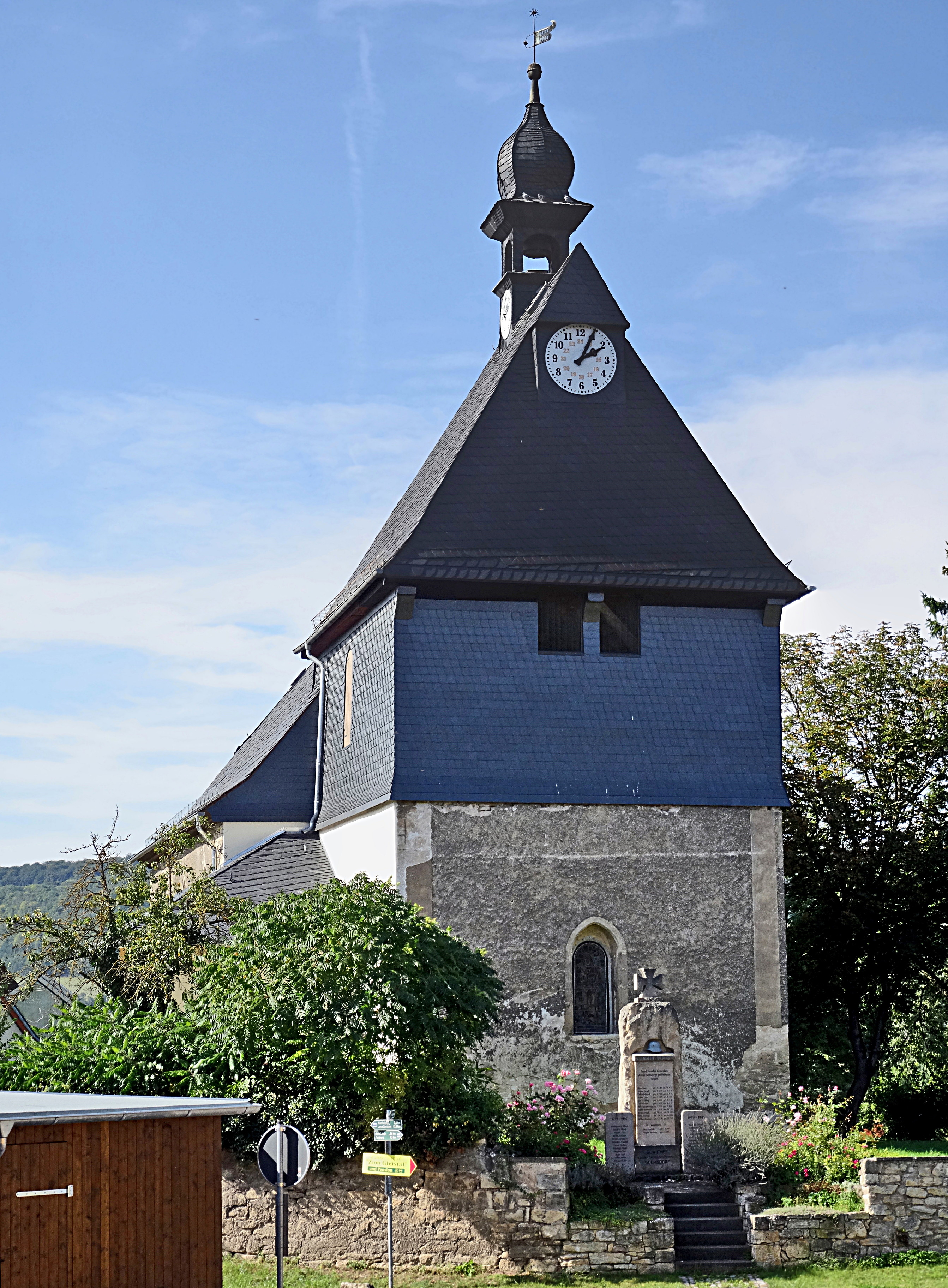
Kirche St. Barbara

Die Dorfkirche Golmsdorf steht in der Gemeinde Golmsdorf im Saale-Holzland-Kreis in Thüringen. Die Kirche gehört zum Kirchenkreis Jena.

## Lage
Die Dorfkirche und der Friedhof in der Mitte des Dorfes an einer höheren nach Westen abfallenden Ebene sind von öffentlichen Straßen und dann folgenden Gehöften oder Häusern umgeben.

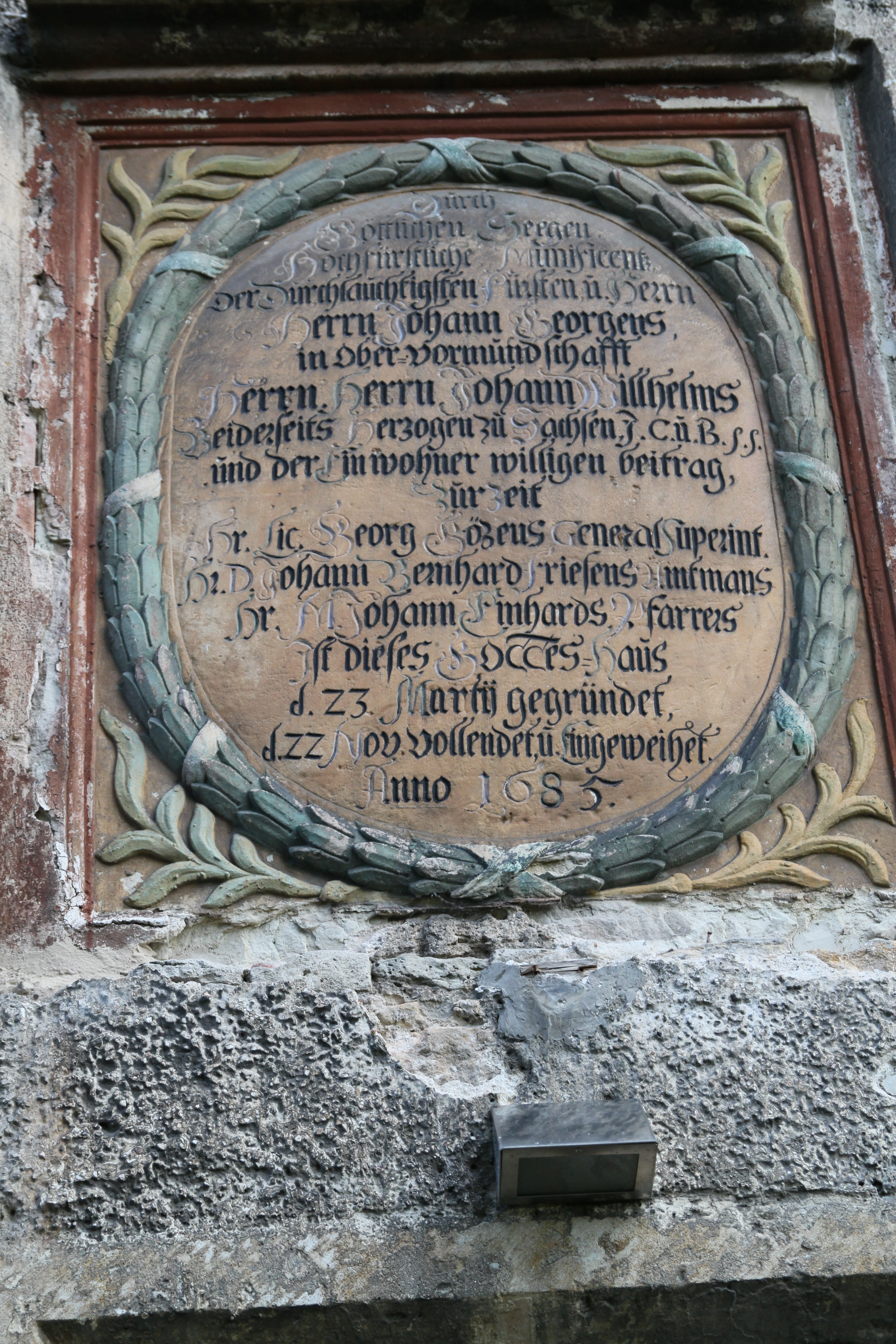
Inschrift mit Nennung des Erbauungsjahres 1685

## Geschichte
1249 wurde die Herrschaft der Herren vom Gleisberg und ein Pfarrer aus Golmsdorf genannt. Das Gebäude geht auf einen spätmittelalterlichen Vorgängerbau zurück; aus dieser Zeit stammt der untere Teil des rechteckigen Chorturmes  mit einem Kreuzrippengewölbe. Einen Altar erhielt das Kirchlein im Jahr 1444, der Taufstein stammt, einer Inschrift zufolge, aus dem Jahr 1583. Eine Erneuerung von Kirchenschiff und Sakristei fand 1685 statt. Auch die Kanzel mit Darstellung der vier Evangelisten wurde Ende des 17. Jahrhunderts erbaut. Ein Glasbild im Chorraum wurde 1935 von dem Jenaer Künstler Fritz Körner geschaffen.
Die Kirche wurde mit dem Patrozinium Sankt Barbara versehen.
Gegenwärtig ist die Kirche stark reparaturbedürftig. Ein Kirchbauverein wurde gegründet. Die Kirchturmuhr ist von Uhrmacher Holger Brand aus Dorndorf-Steudnitz repariert worden. Sponsoren wurden gefunden, darunter auch Privatpersonen. In Bauabschnitten sollen die Schäden behoben werden.